# Pardosa femoralis
Pardosa femoralis là một loài nhện trong họ Lycosidae.
Loài này thuộc chi Pardosa. Pardosa femoralis được Eugène Simon miêu tả năm 1876.